# Dương Lệ Thanh
Dương Lệ Thanh (chữ Hán: 杨丽菁, bính âm: Yang Li-Tsing, tên tiếng Anh: Cynthia Khan, sinh ngày 13 tháng 12 năm 1968 tại Gia Nghĩa, Đài Loan) là một nữ diễn viên hành động nổi tiếng tại Đài Loan và Hồng Kông cuối thập niên 1980, đầu thập niên 1990. Giai đoạn này cô là một "đả nữ" hàng đầu trong các bộ phim về đề tài võ thuật - hành động của điện ảnh Hồng Kông, diễn xuất cùng Chân Tử Đan, Nguyên Bưu, Lý Tái Phụng... Ngoài diễn viên thì cô còn được biết đến là một võ sĩ Taekwondo.

## Tiểu sử và sự nghiệp
Dương Lệ Thanh học tiếng Trung và khiêu vũ jazz ở trường. Ở tuổi 17, cô giành chiến thắng trong một cuộc thi tài năng quốc gia do một đài truyền hình Đài Loan tổ chức. Sau đó cô tập luyện Taekwondo và đạt được thành tựu cao trong môn võ này. Hiện nay cuộc sống đời tư của cô gặp chút rắc rối vì nghi án "dao kéo hỏng".
Năm 1987, Dương Lệ Thanh ký hợp đồng và thực hiện bộ phim đầu tay của cô là In the Line of Duty 3. Bộ phim là một thành công phòng vé và bắt đầu sự nghiệp lâu dài của cô. Phần tiếp theo và những phim khác theo sau, đáng chú ý nhất là các phim: In the Line of Duty 4, Tiêu Diệt Nhân Chứng, đạo diễn và dàn dựng bởi Viên Hòa Bình và diễn cùng ngôi sao võ thuật Chân Tử Đan. Trong nền điện ảnh Hồng Kông nổi tiếng thập niên 80, 90 ở thể loại hành động - võ thuật thì Dương Lệ Thanh và Lý Tái Phụng được xem là hai "đả nữ" hàng đầu của dòng phim này.
Năm 1995, Dương Lệ Thanh được chọn vào vai nữ chính "tam tiểu thơ" Triệu Yến Linh trong bộ phim truyền hình ăn khách của Đài Loan là Trung Nguyên kiếm khách của đạo diễn kỳ cựu Trần Minh Hòa. Ngoài ra, trong năm 1995 thì cô còn có dịp diễn xuất cùng nam diễn viên gạo cội Trịnh Thiếu Thu trong bộ phim Tân Sở Lưu Hương Truyền Kỳ. Bên cạnh đó, cô còn tham gia nhiều vai diễn trong các bộ phim truyền hình nổi tiếng như: Bản lĩnh Kỷ Hiểu Lam, Hiệp Nữ Truyền Kỳ hay Hoàng Đế Ăn Mày...